# Sofyan Amrabat
Sofyan Amrabat (tiếng Ả Rập: سفيان أمرابط; ngữ tộc Berber: ⵙⵓⴼⵢⴰⵏ ⴰⵎⵕⴰⴱⵟ; sinh ngày 21 tháng 8 năm 1996) là một cầu thủ bóng đá chuyên nghiệp người Maroc hiện đang thi đấu ở vị trí tiền vệ phòng ngự cho câu lạc bộ Fenerbahçe tại Süper Lig theo dạng cho mượn từ câu lạc bộ Fiorentina và đội tuyển quốc gia Maroc.
Amrabat là một sản phẩm của lò đào tạo trẻ Utrecht. Anh ra mắt sự nghiệp chuyên nghiệp vào năm 2014. Năm 2017, anh ký hợp đồng với đội bóng Hà Lan Feyenoord, nơi anh giành được KNVB Cup và hai Johan Cruyff Shield. Năm sau đó, Amrabat chuyển đến câu lạc bộ Bỉ Club Brugge. Năm 2019, anh ký hợp đồng với câu lạc bộ Ý Hellas Verona dưới dạng cho mượn với tùy chọn mua; câu lạc bộ cuối cùng đã mua anh ấy vào tháng 1 năm 2020, bán anh cho Fiorentina và cho mượn trong phần còn lại của mùa giải 2019–20.
Sinh ra ở Hà Lan, Amrabat thi đấu cấp độ trẻ quốc tế cho cả Hà Lan và Maroc. Anh ra mắt đội tuyển quốc gia Maroc vào năm 2017, và kể từ đó đã đại diện cho quốc gia này tại hai kỳ FIFA World Cup và hai kỳ Cúp bóng đá châu Phi.

## Sự nghiệp câu lạc bộ

### Utrecht và Feynoord
Bắt đầu sự nghiệp bóng đá chuyên nghiệp của mình tại Utrecht vào năm 2014, và có trận đấu ra mắt đội một của Utrecht vào ngày 2 tháng 11 năm 2014. Năm 2017 Amrabat chuyển đến Feyenoord trong một hợp đồng có thời hạn 4 năm với giá trị chuyển nhượng là 4 triêu Euro.

#### Club Brugge
Tháng 8 năm 2018, Amrabat gia nhập câu lạc bộ của Bỉ là Club Brugge với phí chuyển nhượng 2,5 triệu Euro, và một năm sau được cho mượn ở câu lạc bộ Italia là Hellas Verona F.C. vào tháng 8 năm 2019.

### Hellas Verona
Vào ngày 31 tháng 1 năm 2020, Hellas Verona thực hiện quyền chọn mua quyền Amrabat từ Club Brugge và ngay lập tức bán lại cho Fiorentina với phí chuyển nhượng 20 triệu Euro. Đổi lại, Fiorentina cho Verona mượn lại anh cho đến hết mùa giải 2019–20. Tháng 7 năm 2020, với phong độ xuất sắc trong mùa giải 2019-2020, anh nhận danh hiệu cầu thủ xuất sắc nhất của câu lạc bộ trong mùa giải.

### Fiorentina
Amrabat bắt đầu thi đấu cho Fiorentina từ mùa giải 2020-2021 và có trận ra mắt cho câu lạc bộ ngày 26 tháng 9 năm 2020, trong trận thua 4-3 trước Inter Milan. Anh có ba mùa giải thi đấu cho Fiorentina, ra sân 107 trận đấu và đóng góp 2 bàn thắng cho Fiorentina. Anh có trận đấu cuối cùng cho Fiorentina vào ngày 7 tháng 6 năm 2023 - trân chung kết Europa Conference League 2022-2023 trước West Ham United F.C. (Fiorentina thua 2-1).

### Manchester United
Vào ngày cuối kỳ chuyển nhượng hè 2023, Amrabat đến Manchester United theo dạng cho mượn với mức phí 8,5 triệu bảng, kèm theo tùy chọn mua đứt trị giá 21,4 triệu bảng.
Anh có trận đấu đầu tiên cho United ngày 23 tháng 9 năm 2023 khi vào sân thay Jonny Evans ở phút thứ 89, trong trận thắng 1-0 trước Burnley F.C. trên sân khách.
Amrabat có trận đấu ra mắt khán giả United trên sân Old Trafford ngày 26 tháng 9 năm 2023 trong trận đấu trước Crystal Palace F.C. thuộc vòng 3 EFL Cup. Anh xuất phát trong đội hình chính ở vị trí hậu vệ cánh trái và giúp United thắng dễ dàng 3-0.

## Sự nghiệp quốc tế

### Đội tuyển trẻ Hà Lan
Amrabat sinh ra ở Hà Lan với cha mẹ là người gốc Maroc. Anh ấy lần đầu tiên đại diện cho đội U-15 Hà Lan.

### Maroc
Amrabat sau đó đại diện cho đội tuyển bóng đá U-17 quốc gia Maroc tại Giải vô địch bóng đá U-17 thế giới 2013. Anh có trận ra mắt cấp cao cho đội tuyển quốc gia Maroc trong chiến thắng giao hữu 1–0 trước Tunisia.
Vào tháng 5 năm 2018, anh có tên trong đội hình 23 người của Maroc tham dự FIFA World Cup 2018 tại Nga.
Vào ngày 10 tháng 11 năm 2022, anh có tên trong đội hình 26 người của Maroc tham dự FIFA World Cup 2022 tại Qatar. Vào ngày 6 tháng 12 năm 2022, anh ấy đã có một màn trình diễn xuất sắc trước Tây Ban Nha, giữ quyền kiểm soát bóng ở những vị trí nguy hiểm và thực hiện những pha tắc bóng quan trọng để loại họ khỏi World Cup, điều này dẫn đến sự quan tâm ngày càng tăng đối với các dịch vụ của anh ấy trên khắp châu Âu.

## Đời tư
Anh là em trai của cầu thủ quốc tế Maroc Nordin Amrabat.

## Thống kê sự nghiệp

### Câu lạc bộ
Tính đến ngày 23 tháng 9 năm 2023
| Club                     | Season       | League             | League | League | National cup | National cup | League cup | League cup | Europe | Europe | Other | Other | Total | Total |
| Club                     | Season       | Division           | Apps   | Goals  | Apps         | Goals        | Apps       | Goals      | Apps   | Goals  | Apps  | Goals | Apps  | Goals |
| ------------------------ | ------------ | ------------------ | ------ | ------ | ------------ | ------------ | ---------- | ---------- | ------ | ------ | ----- | ----- | ----- | ----- |
| Utrecht                  | 2014–15      | Eredivisie         | 4      | 0      | 0            | 0            | —          | —          | —      | —      | —     | —     | 4     | 0     |
| Utrecht                  | 2015–16      | Eredivisie         | 7      | 0      | 1            | 0            | —          | —          | —      | —      | 4     | 0     | 12    | 0     |
| Utrecht                  | 2016–17      | Eredivisie         | 31     | 0      | 4            | 0            | —          | —          | —      | —      | 3     | 1     | 38    | 1     |
| Utrecht                  | Total        | Total              | 42     | 0      | 5            | 0            | —          | —          | —      | —      | 7     | 1     | 54    | 1     |
| Feyenoord                | 2017–18      | Eredivisie         | 21     | 1      | 3            | 0            | —          | —          | 6      | 1      | 1     | 0     | 31    | 2     |
| Feyenoord                | 2018–19      | Eredivisie         | 0      | 0      | 0            | 0            | —          | —          | 1      | 0      | 1     | 0     | 2     | 0     |
| Feyenoord                | Total        | Total              | 21     | 1      | 3            | 0            | —          | —          | 7      | 1      | 2     | 0     | 33    | 2     |
| Club Brugge              | 2018–19      | Belgian Pro League | 24     | 1      | 1            | 0            | —          | —          | 4      | 0      | —     | —     | 29    | 1     |
| Club Brugge              | 2019–20      | Belgian Pro League | 1      | 0      | 0            | 0            | —          | —          | 0      | 0      | —     | —     | 1     | 0     |
| Club Brugge              | Total        | Total              | 25     | 1      | 1            | 0            | —          | —          | 4      | 0      | —     | —     | 30    | 1     |
| Hellas Verona (loan)     | 2019–20      | Serie A            | 34     | 1      | 0            | 0            | —          | —          | —      | —      | —     | —     | 34    | 1     |
| Fiorentina               | 2020–21      | Serie A            | 31     | 0      | 2            | 0            | —          | —          | —      | —      | —     | —     | 33    | 0     |
| Fiorentina               | 2021–22      | Serie A            | 23     | 1      | 2            | 0            | —          | —          | —      | —      | —     | —     | 25    | 1     |
| Fiorentina               | 2022–23      | Serie A            | 29     | 0      | 5            | 0            | —          | —          | 15     | 0      | —     | —     | 49    | 0     |
| Fiorentina               | Total        | Total              | 83     | 1      | 9            | 0            | —          | —          | 15     | 0      | —     | —     | 107   | 1     |
| Manchester United (loan) | 2023–24      | Premier League     | 1      | 0      | 0            | 0            | 0          | 0          | 0      | 0      | —     | —     | 1     | 0     |
| Career total             | Career total | Career total       | 206    | 4      | 18           | 0            | 0          | 0          | 26     | 1      | 9     | 1     | 259   | 6     |

1. ↑  Includes KNVB Cup, Belgian Cup, Coppa Italia
2. 1 2  Appearances in Eredivisie Europa League play-offs
3. ↑  Appearances in UEFA Champions League
4. 1 2  Appearance in Johan Cruyff Shield
5. ↑  Appearance in UEFA Europa League
6. ↑  Two appearances in UEFA Champions League, two appearances in UEFA Europa League
7. ↑  Appearances in UEFA Europa Conference League

### Quốc tế
Tính đến ngày 30 tháng 1 năm 2024
| Đội tuyển quốc gia | Năm       | Trận | Bàn |
| ------------------ | --------- | ---- | --- |
| Maroc              | 2017      | 2    | 0   |
| Maroc              | 2018      | 6    | 0   |
| Maroc              | 2019      | 6    | 0   |
| Maroc              | 2020      | 4    | 0   |
| Maroc              | 2021      | 9    | 0   |
| Maroc              | 2022      | 19   | 0   |
| Maroc              | 2023      | 6    | 0   |
| Maroc              | 2024      | 5    | 0   |
| Tổng cộng          | Tổng cộng | 55   | 0   |

## Danh hiệu

### Câu lạc bộ

#### Feyenoord
- KNVB Cup: 2017–18[27]
- Johan Cruyff Shield: 2017,[28] 2018[29]

#### Club Brugge
- Belgian First Division A: 2019–20[30]

#### Manchester United
- FA Cup: 2023–24[31]

### Cá nhân
- Eredivisie Player of the Month: November 2017
- Hellas Verona Player of the Season: 2019–20[32]
- Gazzetta dello Sport Best African Player in Serie A: 2020[33]
- IFFHS Africa Team of The Year: 2022[34]

### Tước hiệu
- Order of the Throne: 2022[35]